# 波多野氏
波多野氏（はたのし）は、日本の氏族。
- 平安時代末期から鎌倉時代にかけて相模国波多野荘（現・神奈川県秦野市）を本領とした豪族。
- 丹波の戦国大名。

などがある。

## 相模波多野氏
平安時代末期から鎌倉時代にかけて、摂関家領である相模国波多野荘（現神奈川県秦野市）を本領とした豪族。坂東武士としては珍しく朝廷内でも高い位を持った豪族である。
前九年の役で活躍した佐伯経範が祖とされ、河内源氏の源頼義の家人として仕えていた。経範の父・藤原公光が相模守となったことが波多野氏の起こりと考えられている。経範の母は佐伯経明の娘であるために佐伯氏を名乗ったという。秦野盆地一帯に勢力を張り、沼田郷・河村郷・松田郷・大友郷などの郷に一族を配した。
経範から5代目の子孫・波多野義通は頼義の子孫である源義朝に仕え、その妹は義朝の側室となって二男・朝長を産み、保元の乱・平治の乱でも義朝軍として従軍しているが、保元の頃に義朝の嫡男を廻る問題で不和となって京を去り、所領の波多野荘に下向したという。
義通の子・波多野義常は京武者として京の朝廷に出仕し、官位を得て相模国の有力者となる。義朝の遺児源頼朝が挙兵すると、義常は頼朝と敵対し、討手を差し向けられて自害した。
義常の遺児である波多野有常は叔父の波多野義景と共に許されて鎌倉幕府の御家人となっている。有常は松田郷を領して松田氏の祖となる。また、義常・義景の甥にあたる波多野義重は承久の乱の功績で越前国志比荘に所領を与えられて六波羅探題の評定衆に任ぜられ、越前波多野氏の祖となった。義重は後に道元に帰依し永平寺建立に尽くしたことで知られる。
義重の子孫にあたる波多野宣通は元弘の変では幕府側の武将として活躍したが（『太平記』）、鎌倉幕府の滅亡後は別の子孫である野尻氏の系統が越前波多野氏の嫡流となった。この系統の波多野通郷は足利義詮に信任されて室町幕府の評定衆となった。以降、代々幕府の評定衆を務めたが、明応の政変後の足利義稙と足利義澄の対立の際には義澄についたために義稙の将軍復帰後に京都を追われて越前国に本拠を移した。波多野通秀の時代には越前国で台頭した朝倉氏と結び、外様衆として再び足利義昭に仕えたが、足利義昭・朝倉義景の没落と運命を共にせず、以降は越前国で子孫を伝えたとされる。

### 一族
- 波多野秀遠…佐伯経範の孫。鳥羽院の蔵人所衆。刑部丞。
- 波多野遠義…秀遠の子。崇徳天皇の蔵人所衆。筑後権守。
- 波多野義通…遠義の子。源義朝に仕える。保元の乱で活躍。
- 波多野義常…義通の子。源頼朝に背き討たれる。右馬允。
  - 波多野有常…義常の子。松田氏の祖。
- 波多野義景…義常の叔父。源頼朝に仕える。
  - 波多野盛通…義景の子。和田合戦で討たれる。
- 波多野忠綱…義常の弟。和田合戦で活躍。
  - 波多野経朝…忠綱の子。
  - 波多野義重…忠綱の子。越前志比荘地頭。道元の門弟。
    - 波多野時光…義重の子。越中石黒荘野尻郷地頭。野尻氏の祖。
- 波多野実方…義常の弟。広沢氏の祖。
- 波多野義元（義職）…義常の弟。
  - 波多野義定…義元の子。伊勢波多野氏。
  - 波多野朝定…義定の子。鎌倉幕府合奉行。
- 波多野秀高…義通の弟。河村氏の祖。
- 波多野経家…義通の弟。大友氏の祖。
- 波多野景行（空然）…越前上野荘地頭。真宗誠照寺派開祖。

## 丹波波多野氏
丹波の戦国大名。丹波国多紀郡6万石。

### 出自
出自については波多野義通を祖とする、因幡国八上郡田公氏の族とする、さらに一説には桓武平氏系の三浦氏の出自とも、丹波の豪族・日下部氏の庶流という諸説があったが、波多野清秀没後まもなく書かれた『幻雲文集』での賛では、波多野清秀は石見の豪族・吉見氏の庶流であり、上洛して細川勝元に仕えた後、母方の姓である波多野を名乗ったとされ、清秀以降の波多野氏は吉見氏の末裔であることが判明した。

### 動向
丹波波多野氏の系譜として、「波多野秀長」「波多野稙通」「波多野晴通」という名が長く伝わっていたが、これらの名は後世の軍記にしか見られず、当時の史料から確認できるのは、波多野清秀・波多野元清・波多野秀忠・波多野元秀、そして軍記にも登場する波多野秀治の五代である。
応仁の乱で細川勝元（丹波守護）方に属した波多野清秀が、その戦功により丹波多紀郡を与えられたのが丹波に波多野氏が勢力を扶植した始まりで、政元にも仕えて以後、波多野一族は多紀郡を中心に丹波国一円へ勢力を伸ばした。
清秀の子の波多野元清は細川両家の内紛では細川高国に味方し、その弟二人も香西元盛・柳本賢治として細川家の年寄・近習の家を継承した。
しかし大永6年（1526年）、香西元盛が細川尹賢の讒言によって殺害されると高国から離反して細川晴元に味方する。
元清の子の波多野秀忠は細川晴元に重用され、守護代である内藤氏を圧倒し更に勢力を広げ、「丹波守護」と称されるまでに至った。
元清・秀忠の代では丹波国の豪族、酒井氏、長沢氏らの討伐を行った。その結果、酒井合戦で酒井氏が福徳貴寺の合戦で長沢元綱が敗れ、以後波多野氏に臣従することになった。
波多野元秀の代になると、三好氏との対立が激しくなり、内藤国貞・内藤永貞の親子を戦死させるなどの戦果を挙げるも、最終的には松永久秀や守護代内藤氏を継承した松永長頼らに攻められて没落した。
元秀は三好氏の勢力が衰えると再び独立を果たし、永禄9年（1566年）には八上城を奪回した。永禄11年（1568年）に織田信長の上洛の際、赤井直正とともに信長に服属する。
天正3年（1575年）、波多野秀治は反織田勢力である丹波の諸豪族を討伐するために信長が派遣してきた明智光秀の軍に加わって織田家のために働くが、天正4年（1576年）1月に突如として足利義昭の信長包囲網に参加して光秀を攻撃し、撃退してしまった。このため、秀治は信長と敵対する。
一時は織田軍を撃退したものの、天正7年（1579年）、遂に秀治は降伏した。その後、秀治は弟の波多野秀尚、波多野秀香とともに信長によって処刑され、戦国大名としての波多野氏は滅び去った。
庶流としては氷上城主とされる西波多野氏などがある。波多野宗高はこの西波多野氏の当主であるとされており、秀治とともに正親町天皇の即位式にあたって皇居を修造し、永禄4年には上洛して天皇を護衛したとされる。大正4年（1915年）にはこの功で秀治とともに従三位を追贈された。ただし郷土史家の細見末雄はその実在に懐疑的な見方を示している。明治・大正期の官僚で第1次桂太郎内閣の司法大臣や宮内大臣を歴任した波多野敬直は宗高の後裔を称しており、華族波多野家を創始している。孫には学習院長を務めた波多野敬雄がいる。

### 当主
- 波多野清秀
- 波多野元清
- 波多野秀忠
- 波多野元秀
- 波多野秀治

### 関連人物
一族
- 香西元盛
- 柳本賢治
- 波多野秀香
- 波多野秀尚
- 波多野秀長
- 波多野秀親
- 波多野次郎（秀親子）
- 波多野宗高
- 波多野宗長

細川氏
- 細川政賢
- 細川尹賢

内藤氏
- 内藤国貞
- 内藤宗勝

赤井氏
- 赤井時家
- 赤井家清
- 赤井直正

酒井氏
- 酒井信政
- 酒井氏治
- 酒井氏武
- 酒井氏盛
- 酒井重貞
- 酒井豊教

長澤氏
- 長澤義遠

川勝氏
- 川勝広継
- 川勝継氏

## 系譜
太字は惣領、数字は惣領家の代数、(数字)は越前家の代数。実線は実子。